# DR-Baureihe ET 82
Die Fahrzeuge der DR-Baureihe ET 82 waren elektrische Triebwagen der Deutschen Reichsbahn für den Magdeburger Vorortverkehr.

## Geschichte
Die Dessauer Waggonfabrik erstellte den mechanischen Teil, die SSW die elektrische Ausrüstung. 1926 wurden zwei der vierachsigen, einmotorigen Triebwagen in Dienst gestellt. Im Jahre 1929 wurden die Fahrzeuge durch die Linke-Hofmann-Werke umgebaut. Dabei wurden hauptsächlich die Fahrgasträume umgestaltet. Bis 1941 wurden die beiden Triebwagen unter den Nummern elT 1031 und elT 1032 geführt, erst in diesem Jahr führte die Reichsbahn für ihre elektrischen Triebwagen Baureihennummern ein.
1945 wurden beide Triebwagen aufgrund starker Kriegsschäden abgestellt. 1946 standen beide Fahrzeuge in einem Lokzug mit Fahrzeugen, die nach der Demontage des mitteldeutschen elektrischen Netzes für den Abtransport in die Sowjetunion vorgesehen waren. Inwieweit sie noch betriebsfähig waren, ist nicht bekannt, ebenso wenig ihr weiterer Verbleib. Sie gehörten nicht zu den Fahrzeugen, die in den 1950er Jahren aus der Sowjetunion zurück in die DDR kamen.

## Konstruktive Merkmale
Die Wagen in Ganzstahlbauweise verfügten über zwei Drehgestelle mit unterschiedlichen Raddurchmessern. Das Triebdrehgestell verfügte über einen Tatzlagermotor. Die elektrische Ausrüstung war am Untergestell montiert. Die Stromabnahme erfolgte durch zwei Dachstromabnehmer.

## Einsatz
Die Fahrzeuge wurden auf den Vorortstrecken nach Rothensee und nach Schönebeck eingesetzt.
Zu beiden Triebwagen gab es einen Beiwagen, wobei es sich um umgebaute Personenwagen des Typs C id 28 handelte.